# Luttershof

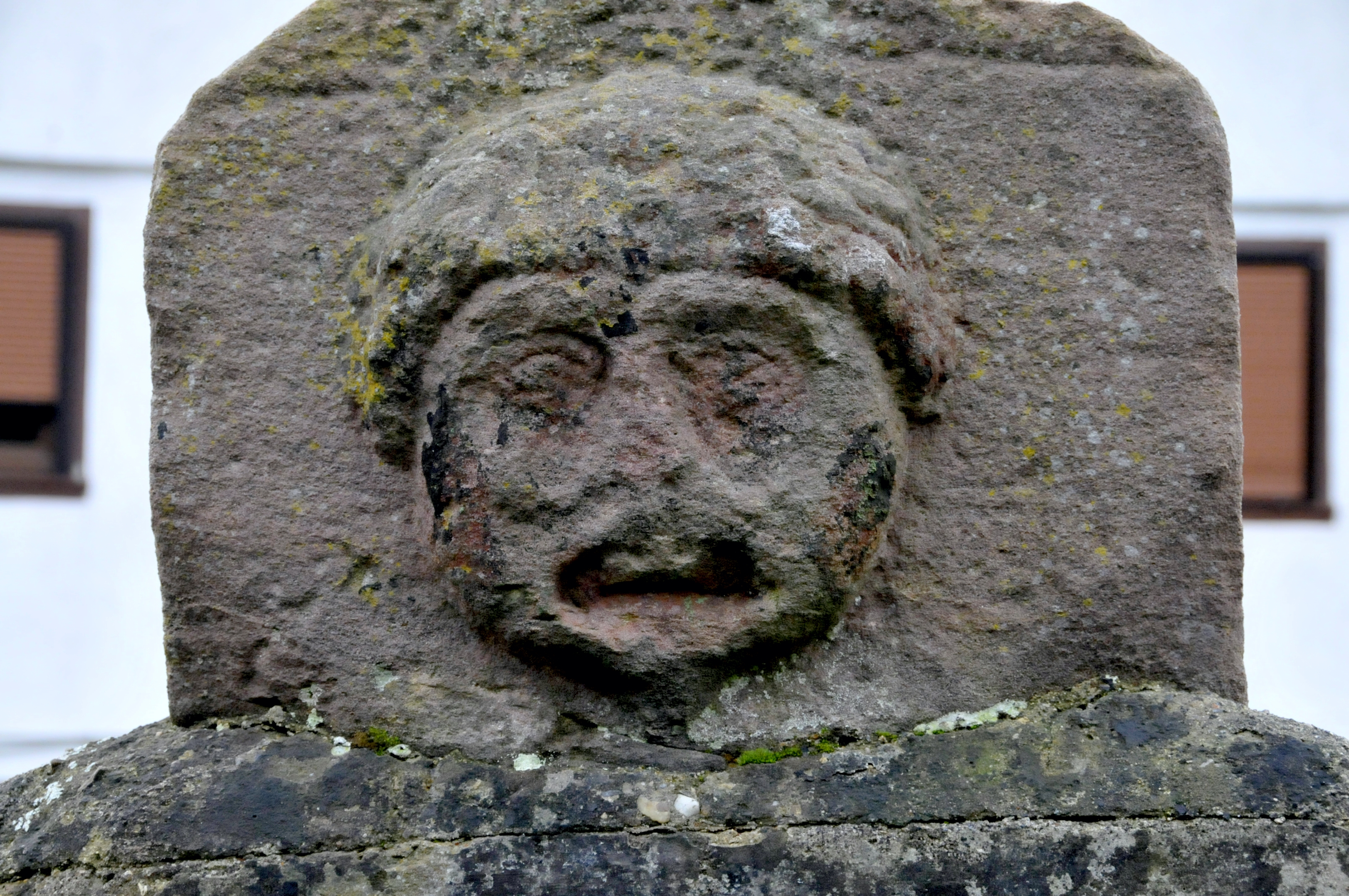
Steinmaske an einem Torpfosten

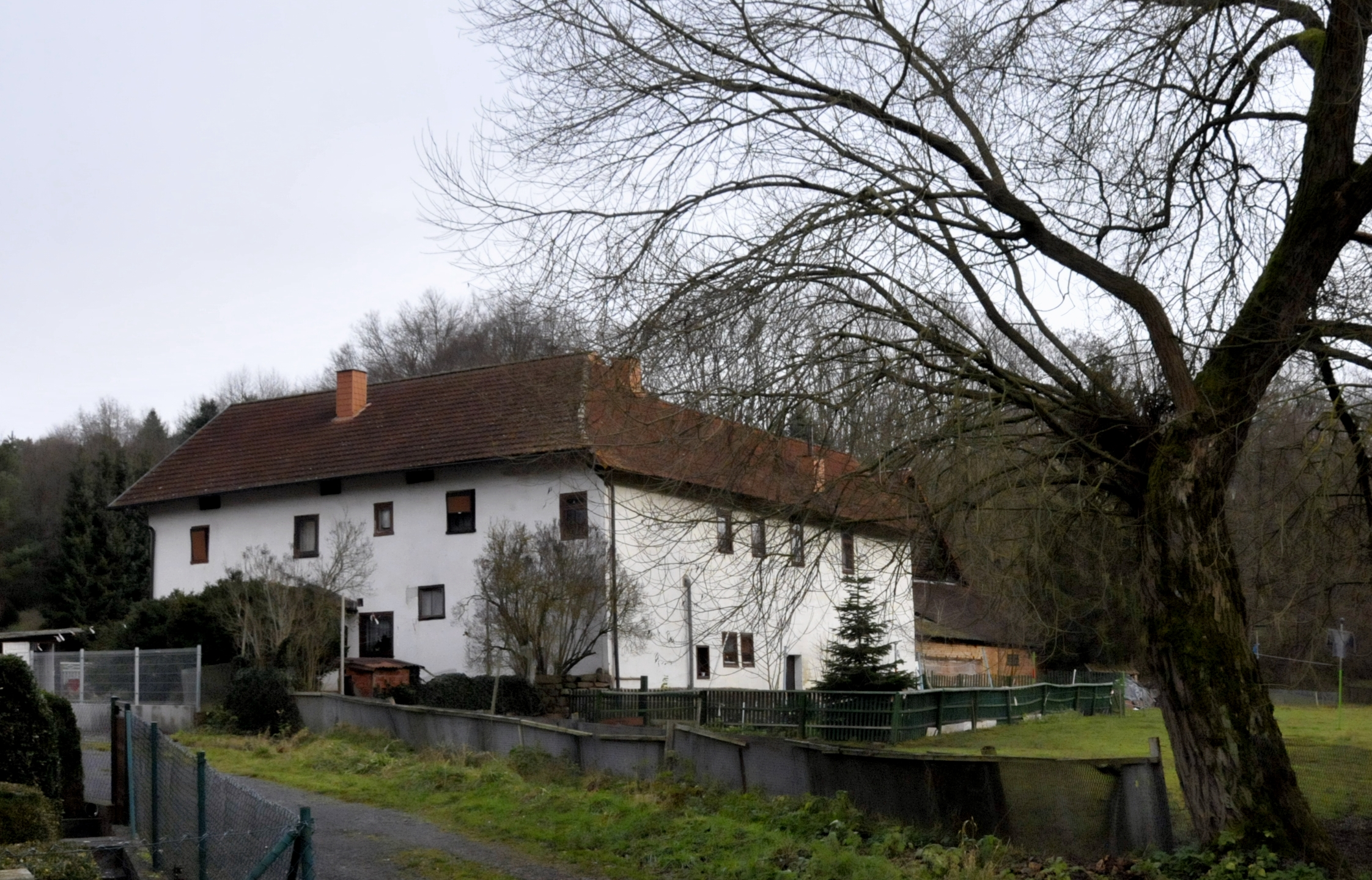
Eines der beiden Gebäude, vermutlich das ältere

Luttershof ist ein Gehöft in der Stadt Vacha im Wartburgkreis in Thüringen.

## Lage
Der Luttershof liegt am Ufer der Oechse, an der Landesstraße 2601 unter dem Osthang des Öchsenberges, nördlich von Völkershausen und südlich von Vacha. Die geographische Höhe des Ortes beträgt 280 m ü. NN.

## Geschichte
Am 10. Juli 1302 wurde das Gehöft, das später über eine eigene Mühle verfügte, erstmals urkundlich erwähnt. Der Konvent des Klosters Johannesberg vertauschte seine Hälfte an dem Dorf Boppinberg (Poppenberg), das er mit dem Konvent des Klosters Petersberg gemeinsam besessen hatte, gegen anderen Besitz an Heinrich von Salzungen. In diesem Zusammenhang erscheint auch ein Ort namens Lutters(hof).